# Segel-Club Münster

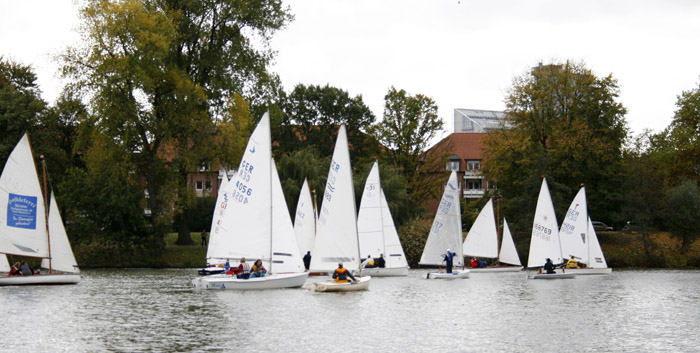
Absegeln am SCM

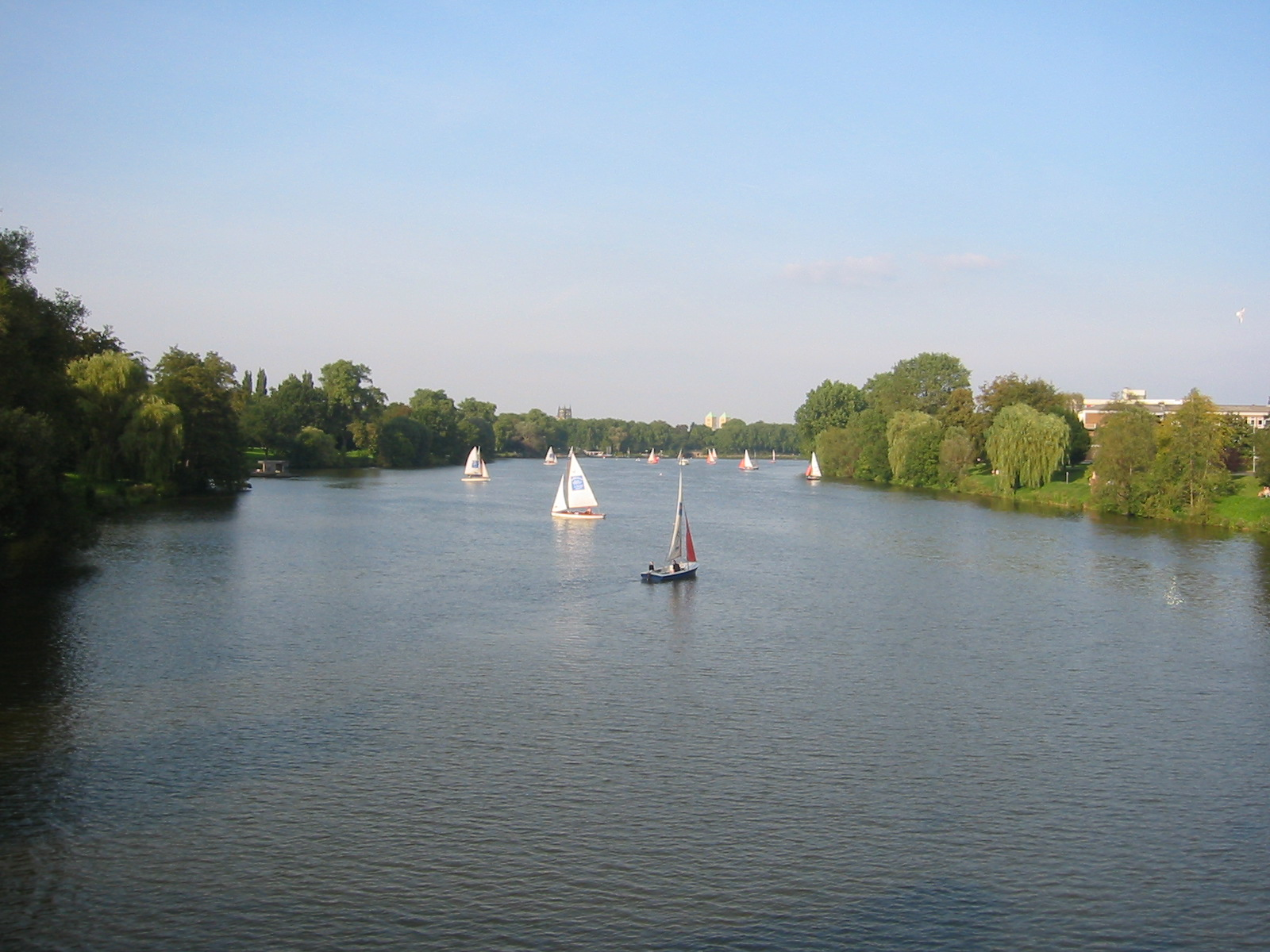
Segeln auf dem Aasee

Der 1948 gegründete Segel-Club Münster e. V. (SCM) ist mit seinen gut 300 Mitgliedern der älteste Segelverein Münsters und hat sein Vereinsheim am unteren Teil des Aasees. Zu seinen Aktivitäten gehören Freizeit- und Leistungssegeln, unter anderem auch für Behinderte und insbesondere für Jugendliche.

## Aktivitäten
Im Segel-Club Münster sind viele Alters- und Bootsklassen vertreten. Die Mitglieder reichen von Freizeitseglern auf dem Aasee über erfolgreiche Regattasegler zu Fahrtenseglern, die mit Yachten auf Hochseetörns gehen. Neben der starken Jugendarbeit bietet der SCM vor allem Ausbildungskurse an und integriert seit vielen Jahren auch eine Betriebssportgruppe.
Daneben hat sich der Segel-Club Münster seit der Gründung der „Versehrten-Segelgruppe“ im SCM (1954) zu einem der Knotenpunkte des Segelns von Menschen mit Behinderungen in Deutschland entwickelt.
Der SCM ist der Heimatverein zahlreicher Teilnehmer an Landes-, Europa- und Weltmeisterschaften. So gewann Jonas Busch die Weltmeisterschaft im H-Boot im Jahr 1995 und Jens-Magnus Bothe 2004 die Weltmeisterschaft in der X-99 Klasse. Der SCM wird international vor allem in der Piratenklasse, im ehemaligen olympischen Starboot und auf div. Offshore Regatten repräsentiert. Neben dem Regattasegeln werden für Behinderte auch Freizeitsegeln auf dem Aasee und Fahrtensegeln unter anderem auf Nord- und Ostsee angeboten. Etwa einmal pro Monat wird für Patienten der Technischen Orthopädie des Universitätsklinikums Münster ein Segeln auf dem Aasee organisiert.
Der Segel-Club Münster ist Ausrichter mehrerer Regatten, unter anderem des Aaseepokals der Piraten, der größten Ranglistenregatta der nationalen Bootsklasse Pirat mit jährlich über 100 teilnehmenden Schiffen. Auf Grund der vielen Teilnehmer und der Größe des Sees erfolgt die Ausrichtung nach einem besonderen Reglement – es starten in jeder Wettfahrt immer nur die Hälfte der teilnehmenden Boote, der Rest erhält ein Did not start. Dieses Ergebnis gleicht sich in der nächsten Wettfahrt dann wieder aus.
Der Verein ist auch Ausrichter von Leistungsregatten des Behinderten-Sportverbands Nordrhein-Westfalen e. V. (BSNW). – Vom 8. bis 10. Juni 2007 fand auf dem Revier des Segel-Clubs ein Abschnitt des BMW Sailing Cup 2007 statt, in dessen Rahmen an 14 deutschen Austragungsorten jeweils sechs Yachten mit insgesamt über 800 Amateurseglern gegeneinander antraten.
Seit dem Jahr 2010 veranstaltet der Segel-Club Münster die BM Classic Open, eine überregionale Regatta für BM-Jollen.

## Umweltschutz
Der Segel-Club Münster ist im Umweltschutz aktiv und wurde bis 2005 jährlich mit der Blauen Flagge Europa, einem Gütesiegel für Badestellen und Sportboothäfen, für sein Engagement für den Umweltschutz ausgezeichnet. Im Jahr 2000 erhielt er außerdem den Umweltpreis der Stadt Münster.